# Santo Adriano
Santo Adriano (asturisch Santu Adrianu) ist eine spanische Gemeinde (concejo in Asturien, entspricht dem municipio im übrigen Spanien) in der autonomen Region Asturien. Der Hauptort und Sitz der Gemeindeverwaltung ist Villanueva.

## Lage
Die Gemeinde Santo Adriano ist umgeben von
| Grado  | Oviedo                                      | Oviedo           |
| Grado  | Kompassrose, die auf Nachbargemeinden zeigt | Ribera de Arriba |
| Proaza | Quiros                                      | Morcín           |

## Geschichte
Erste Besiedlungsspuren der Region stammen aus der Altsteinzeit. Werkzeugfunde und Malereien in Höhlen nahe Fornu und Conde belegen dies. Zwei noch nicht vollständig erforschte Wallburgen belegen die anhaltende Besiedelung über die Eisenzeit bis hin zum Römischen Reich.
Aus den Anfängen des Königreichs Asturien im neunten Jahrhundert stammt die Kirche Santo Adriano de Tuñón, die als Überbleibsel des aufgelassenen Benediktinerklosters noch heute einen Eindruck über die Präromanische Architektur liefert.
Im zwölften Jahrhundert machte das Tal des Rio Trubia wieder von sich reden, als in der Burg von Buanga der Aufstand gegen König Alfons VII. begann.
1589 wurde Santo Adriano unter König Philipp II. zu einer eigenständigen Gemeinde mit eigener Gerichtsbarkeit.  Sitz der Verwaltung wurde Villanueva, was bis zum heutigen Tag so geblieben ist.

## Politik
| Historische Entwicklung des Gemeinderates von Santo Adriano | Historische Entwicklung des Gemeinderates von Santo Adriano | Historische Entwicklung des Gemeinderates von Santo Adriano | Historische Entwicklung des Gemeinderates von Santo Adriano | Historische Entwicklung des Gemeinderates von Santo Adriano | Historische Entwicklung des Gemeinderates von Santo Adriano | Historische Entwicklung des Gemeinderates von Santo Adriano | Historische Entwicklung des Gemeinderates von Santo Adriano | Historische Entwicklung des Gemeinderates von Santo Adriano | Historische Entwicklung des Gemeinderates von Santo Adriano | Historische Entwicklung des Gemeinderates von Santo Adriano |
| ----------------------------------------------------------- | ----------------------------------------------------------- | ----------------------------------------------------------- | ----------------------------------------------------------- | ----------------------------------------------------------- | ----------------------------------------------------------- | ----------------------------------------------------------- | ----------------------------------------------------------- | ----------------------------------------------------------- | ----------------------------------------------------------- | ----------------------------------------------------------- |
| Partei                                                      | 1979                                                        | 1983                                                        | 1987                                                        | 1991                                                        | 1995                                                        | 1999                                                        | 2003                                                        | 2007                                                        | 2011                                                        | 2015                                                        |
| PSOE                                                        |                                                             | 3                                                           | 4                                                           | 5                                                           | 5                                                           | 5                                                           | 6                                                           | 5                                                           | 4                                                           | 6                                                           |
| CD / AP / PP                                                |                                                             | 1                                                           | 1                                                           | 2                                                           | 2                                                           | 2                                                           | 1                                                           |                                                             | 1                                                           |                                                             |
| PCE / IU-BA                                                 | 3                                                           |                                                             |                                                             |                                                             |                                                             |                                                             |                                                             | 2                                                           |                                                             |                                                             |
| UCD / CDS                                                   | 4                                                           |                                                             | 2                                                           |                                                             |                                                             |                                                             |                                                             |                                                             |                                                             |                                                             |
| Parteilose                                                  |                                                             | 3                                                           |                                                             |                                                             |                                                             |                                                             |                                                             |                                                             |                                                             |                                                             |
| FAC                                                         |                                                             |                                                             |                                                             |                                                             |                                                             |                                                             |                                                             |                                                             |                                                             | 1                                                           |
| Total                                                       | 7                                                           | 7                                                           | 7                                                           | 7                                                           | 7                                                           | 7                                                           | 7                                                           | 7                                                           | 5                                                           | 7                                                           |

## Wirtschaft
| Wirtschaftszweige                                                                                     | Beschäftigte | Anteil in Prozent |
| --- | ------------ | ----------------- |
| Ackerbau, Viehzucht und Fischerei                                                                     | 8            | 22,22             |
| Industrie                                                                                             | 2            | 05,56             |
| Bauwirtschaft                                                                                         | 0            | 00,00             |
| Dienstleistungsbetriebe                                                                               | 26           | 72,22             |
| Total                                                                                                 | 36           | 100,0             |
| Daten: Statistisches Amt für wirtschaftliche Entwicklung in Asturien, Stand 2009 (PDF; 109 kB), SADEI |              |                   |

## Bevölkerungsentwicklung
Quelle: INE – grafische Aufarbeitung für Wikipedia

## Parroquias
| Name                | Asturisch        | Einwohner | Koordinaten                 |
| ------------------- | ---------------- | --------- | --------------------------- |
| Castañedo del Monte | Castañeu’l Monte | 34        | 43° 17′ 26″ N, 6° 0′ 1″ W   |
| Lavares             | Llavares         | 52        | 43° 17′ 20″ N, 5° 57′ 40″ W |
| Tuñón               |                  | 67        | 43° 17′ 30″ N, 5° 58′ 55″ W |
| Villanueva          | Villanuova       | 112       | 43° 16′ 20″ N, 6° 0′ 4″ W   |

## Sehenswürdigkeiten
- Pfarrkirche Santo Adriano de Tuñón, Kirche aus dem 9. Jahrhundert
- Braunbärengehege und Auswilderungsstation